# Sho't

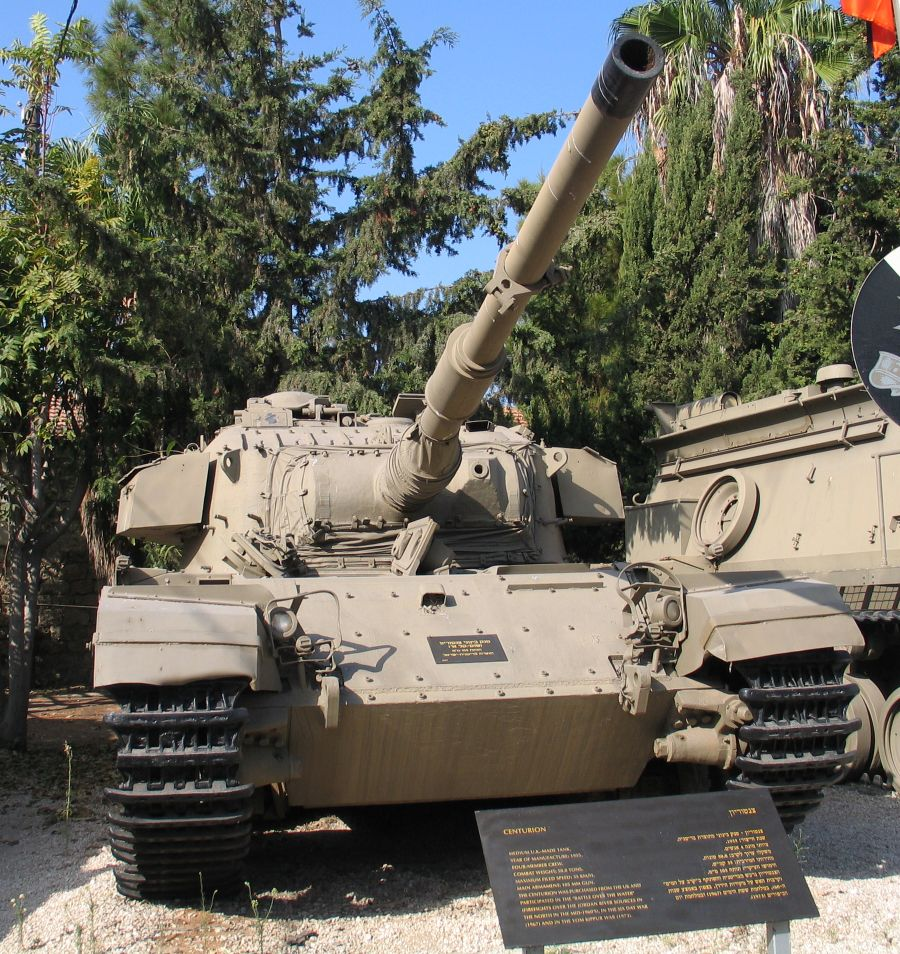
Tanque Centurion (Shot Kal Alef) en el museo Batey ha-Osef, Tel Aviv, Israel. 2005.

Sho't (hebreo : שוט, en español: 'látigo') es la designación israelí del tanque Centurion armado L7 de 105 mm, que entró en servicio israelí a finales de los años 1960.

## Historial de combate

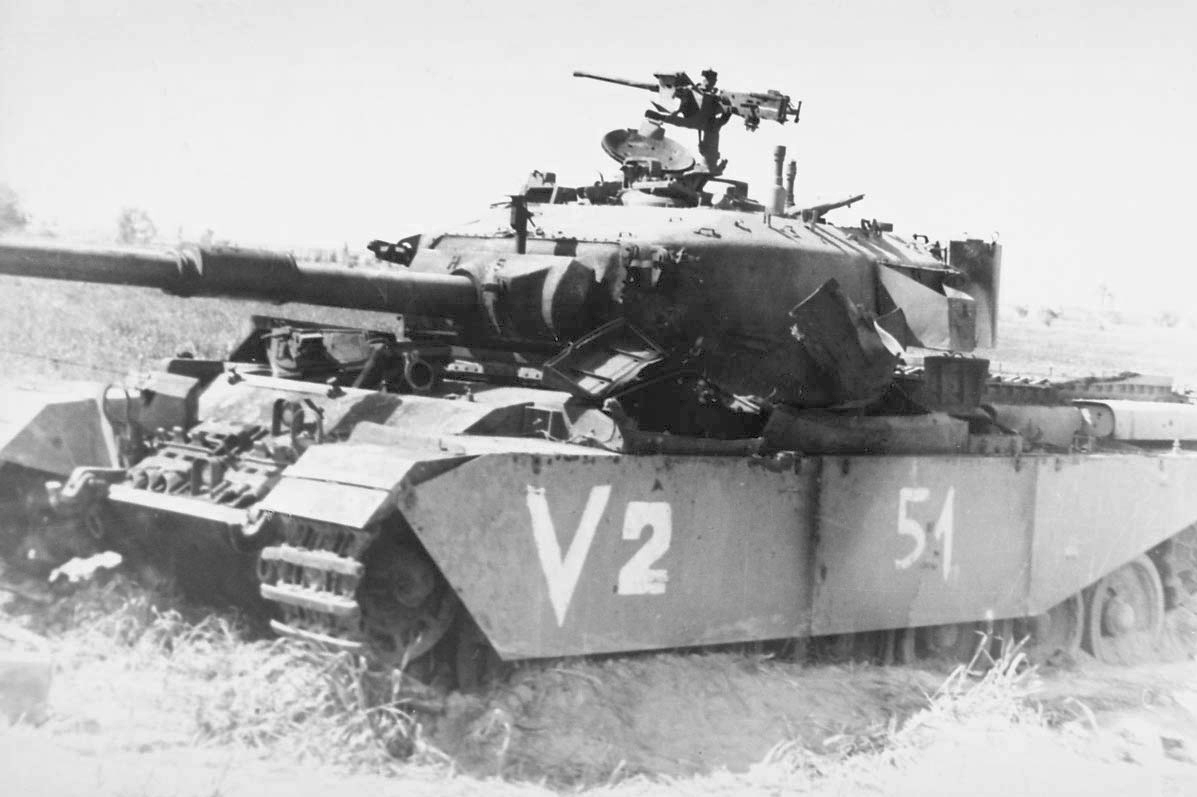
Sho't israelí destruido en marzo de 1968

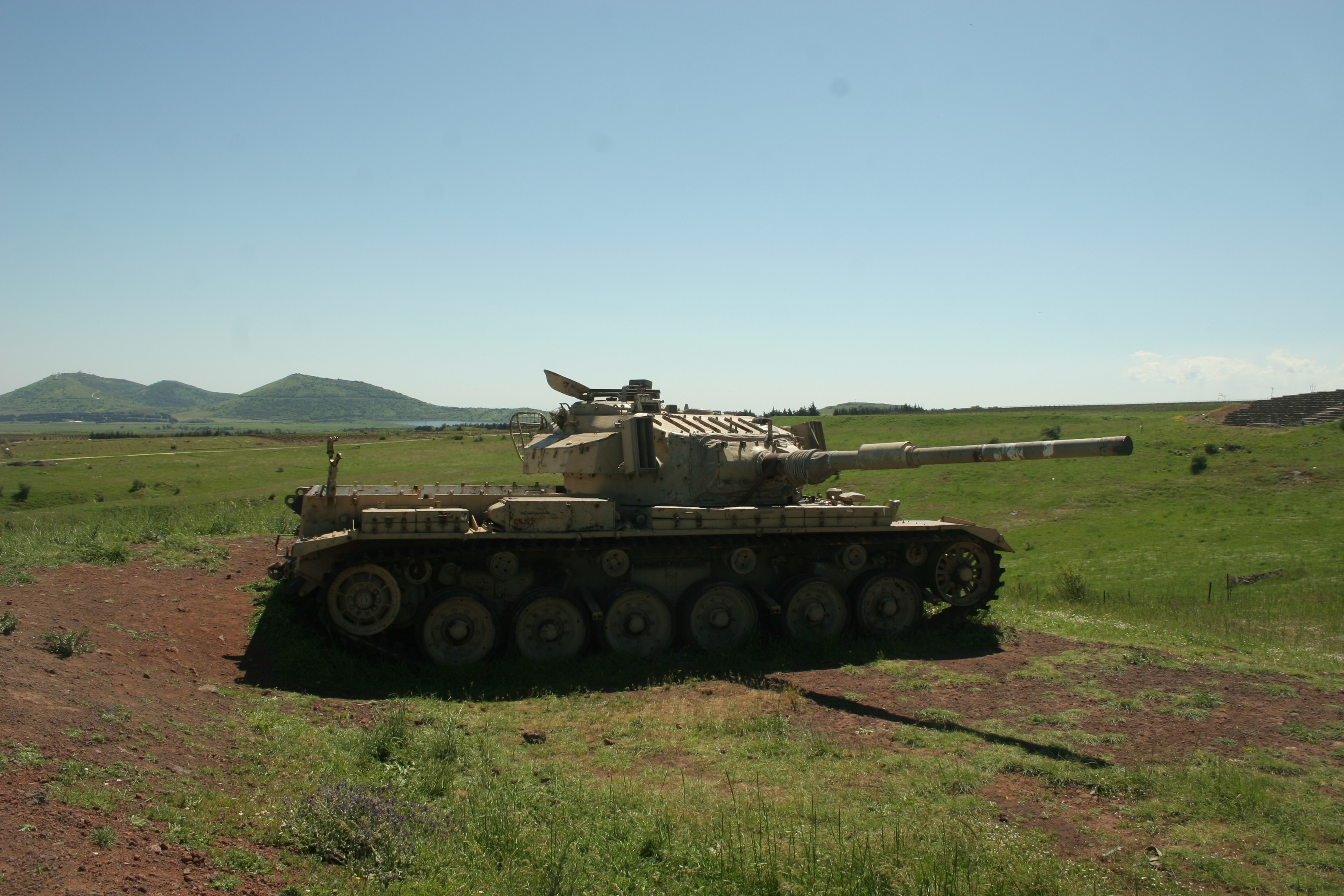
Un tanque Sho't en el monumento a Oz 77, cerca del Valle de las Lágrimas, Altos del Golán

El tanque Sho't sirvió en la Guerra de los Seis Días en 1967 y en la guerra de Yom Kippur en 1973; uno de ellos, perteneciente a la 188.ª Brigada Blindada, fue operado por el capitán Zvika Greengold, un as de los tanques israelí. Sin embargo, como todos los tanques en los primeros días de la guerra de Yom Kippur de 1973, resultó extremadamente vulnerable a las armas de fabricación soviética, como el RPG-2, el RPG-7 y el misil guiado Sagger de maletín, armas que los egipcios utilizaron en grandes cantidades en el cruce de la línea Bar Lev. Se estima que las fuerzas armadas israelíes perdieron hasta el 40% de sus grupos blindados del sur durante los dos primeros días de la guerra, lo que pone de relieve la necesidad de apoyo de infantería a los grupos blindados, lo que culminó con el equipamiento de los principales tanques de batalla Merkava con puerta trasera para los soldados.
El Sho't también se utilizó en las invasiones del Líbano de 1978 y 1982.